# 빅테이블
빅테이블(Bigtable)은 구글 파일 시스템, Chubby 락 서비스, SSTable(레벨DB와 같은 로그 구조 스토리지) 및 기타 구글 기술 기반 위에 빌드된 압축된, 고성능 사유 데이터 스토리지 시스템이다. 2015년 5월 6일, 빅테이블의 공개 버전이 서비스의 하나로 이용할 수 있게 되었다. 빅테이블은 또한 구글 클라우드 플랫폼의 일부로 이용 가능한 구글 클라우드 데이터스토어의 기저를 이룬다.

## 역사
빅테이블은 2004년에 개발이 시작되었으며 현재는 웹 색인, 맵리듀스(빅테이블에 저장된 데이터를 만들고 수정하는데 종종 사용), 구글 지도, 구글 도서 검색, "내 역사 검색", 구글 어스, 블로거닷컴, 구글 코드 호스팅, 유튜브, 지메일과 같은 수많은 구글 애플리케이션들에 사용된다.